# Джура (бронеавтомобіль)
«Джура» (англ. Dzhura) — легкий багатофункціональний броньований автомобіль розроблений НВО «Практика». Може виконувати завдання перевезення особового складу та невеликих вантажів, тактичні завдань малого ризику, санітарно-евакуаційна машина, машина РЕБ. Його особливістю є відносно низка вага та невеликі габарити, які дозволяють діяти максимально непомітно.
Побудований на шасі автомобіля Toyota Land Cruiser 70.

## Тактико-технічні характеристики
Загальні:
- Базовий автомобіль: Toyota Land Cruiser 70
- Повна вага: 5000 — 5700 кг
- Кількість посадкових місць: до 4 осіб
- Довжина: 5400 мм
- Ширина: 1970 мм
- Висота (по даху): 2250 мм
- Розмір коліс: 335/80 R20

Двигун:
- Тип: дизельний
- Об'єм двигуна:
- Потужність: 200 к.с.
- Максимальний крутний момент: 430 Нм

Трансмісія і привід:
- Колісна формула: 4×4
- Коробка передач: механічна/ автоматична
- Кількість швидкостей:

Бронювання: Балістичний захист за ДСТУ 3975: ПЗСА-4 (STANAG 4569 lvl 1)

## Модифікації
- Транспорт для особового складу.
- Санітарно-евакуаційний автомобіль.
- Автомобіль РЕБ.

## Оператори
- Україна: